# Ri Chun-ok
Ri Chun-ok (ur. 25 maja 1947) – północnokoreańska siatkarka, medalistka igrzysk olimpijskich i mistrzostw świata.
Wraz z reprezentacją Korei Północnej zajęła 3. miejsce na mistrzostwach świata 1970 rozgrywanych w Bułgarii. Wystąpiła na letnich igrzyskach olimpijskich 1972 w Monachium, podczas których zagrała w 3 spotkaniach, w tym w zwycięskim pojedynku o brązowy medal z Koreą Południową.